# Francisca Vives Casas
Francisca Vives Casas (Cádiz, 16 de septiembre de 1956) es una historiadora española especializada en el patrimonio histórico artístico de Vitoria y Álava y la Historia de las mujeres.

## Biografía
Es licenciada en Filosofía y Letras (sección Historia) por la Universidad de Navarra (1979). Especialista en Conservación y Restauración del Patrimonio Arquitectónico y Urbano por la Universidad Politécnica de Madrid (1996) y doctora en Historia del Arte por la Universidad del País Vasco (UPV/EHU) (1998).
Desde el año 2004 ha sido profesora en la Facultad de Bellas Artes de la UPV/EHU de asignaturas para la Licenciatura de Bellas Artes y, recientemente, profesora en los grados de Arte, Creación y Diseño y Conservación y Restauración de los Bienes Culturales. Desde el año 2015 es profesora en las Aulas de la Experiencia de Álava. Es profesora en el Máster en Conservación y Exhibición de Arte Contemporáneo (CYXAC) de la UPV/EHU.
Sus líneas de investigación se centran en el patrimonio histórico artístico de Vitoriay Álava, la Historia de las mujeres, tanto en su aspecto histórico como artístico, en los siglos XVIII y XIX hasta la primera mitad del siglo XX.
Es responsable del Patrimonio del Convento de Santa Cruz de Vitoria desde 2014. A su labor investigadora ha unido la de divulgación de la historia de Vitoria a través de su colaboración en prensa escrita, en radio y televisión.

## Obras
Ha publicado libros, artículos en revistas científicas y colaboraciones en obras colectivas, entre las que destacan:
- El Palacio de Montehermoso: historia de un edificio / Montehermoso Jauregia: eraikin baten historia, 2008.[4]
- La vida cotidiana de las mujeres en la Vitoria de los siglos XVIII y XIX, con Paloma Manzanos Arreal, 2005.[5]
- Patrimonio histórico artístico en el término municipal de Vitoria-Gasteiz, con Susana Aréchaga Alegría, 2005.[6]
- Torres y fortificaciones en Álava, con Susana Aréchaga Alegría, 2004.[7]
- Las mujeres en Vitoria-Gasteiz a lo largo de los siglos: recorridos y biografías, con Paloma Manzanos Arreal, 2001.[8]
- La Academia de Bellas Artes de Vitoria (1818-1889). (Ayuntamiento de Vitoria, 2000).[9]